# Kogurjói–jamatói háború
A kogurjói–jamatói (goguryeói–yamatói) háború a 4. század végétől az 5. század elejéig zajlott egy részről Kogurjo (Goguryeo) és Silla, más részről Pekcse (Baekje), Kaja (Gaya) és Jamato (Yamato) szövetsége között. A háború kogurjói (goguryeói) győzelemmel zárult, és a győztes hatalmak 50 évre egyesítették a Koreai-félsziget államait.
396-ban Kvanggetho (Gwanggaeto) megtámadta Pekcsét (Baekjét), számos várat elfoglalva a délnyugati koreai államtól. A pekcsei (baekjei) főváros, Ürjeszong (Wiryeseong) eleste után Asin pekcsei (baekjei) király megadta magát, és vállalta, hogy állama Kogurjo (Goguryeo) alárendeltje lesz. Kvanggetho (Gwanggaeto) király a hadjárat alatt 58 várost és 700 falut foglalt el, majd számos fogollyal tért haza, köztük egy pekcsei (baekjei) herceggel, és számos állami hivatalnokkal.
399-ben Pekcse (Baekje) felmondta a viszonyt Kogurjónak (Goguryeónak), és szövetségre lépett a japán Jamato (Yamato) állammal. Silszong (Silseong) király követet küldött Phenjan (Pyeongyang)ba, aki tájékoztatta Kvanggetho (Gwanggaeto) királyt, hogy a pekcsei (baekjei) és jamatói (yamatói) katonák támadásba lendültek Silla ellen. Mivel Silla királyság ekkoriban Kogurjo (Goguryeo) alárendeltje volt, az északi koreai állam királya egy 50 ezer fős hadsereg küldésével beleegyezett a katonai intervencióba.
400-ban a kogurjói (goguryeói) és sillai katonák visszafoglalták Kumszong (Geumseong)ot, a sillai fővárost. Ekkor a pekcsei (baekjei) és jamatói (yamatói) hadtest Kaja (Gaya) államszövetség irányába vonult vissza. A támadók őket követve egészen Aragajáig (Aragayáig) üldözték őket, ahol a pekcsei (baekjei), jamatói (yamatói) és kajai (gayai) csapatok megadták magukat.
A háború lezártnak mutatkozott egészen 404-ig, amikor a jamatói (yamatói) csapatok váratlan támadást indítottak Kogurjó (Goguryeo) ellen. Kvanggetho (Gwanggaeto) király Phenjan (Pyeongyang) közelében legyőzte a támadó csapatokat.